# 4e Prince
Circonscription électorale provinciale du Canada
4e Prince était une circonscription électorale dans la province canadienne de l'Île-du-Prince-Édouard, qui élisait deux membres à l'Assemblée législative de l'Île-du-Prince-Édouard de 1873 à 1993.

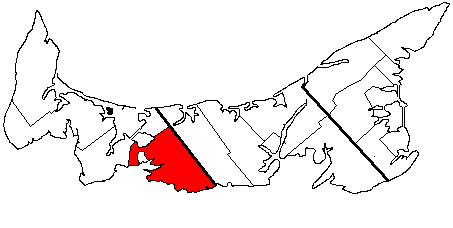
Carte démontrant la circonscription électorale de 4e Prince

Le district contenait la partie à l'extrême est du comté de Prince, à l'exception de la ville de Summerside.

## Membre de l'Assemblée législative

### Deux membres de 1873 à 1893
|  | Années    | Membre           | Parti        |
|  | --------- | ---------------- | ------------ |
|  | 1873-1876 | A. E. C. Holland | Conservateur |
|  | 1876-1879 | John R. Calhoun  |              |
|  | 1879-1886 | A. E. C. Holland | Conservateur |
|  | 1886-1893 | John H. Bell     | Libéral      |

|  | Années    | Membre            | Parti        |
|  | --------- | ----------------- | ------------ |
|  | 1873-1876 | C. Howatt         | Conservateur |
|  | 1876-1879 | William C. Lea    |              |
|  | 1879-1893 | George W. Bentley | Conservateur |

### Deux membres (membre de l'assemblée et conseiller) de 1893 à 1996

#### Membre de l'assemblée
|  | Années    | Membre                    | Parti        |
|  | --------- | ------------------------- | ------------ |
|  | 1893-1899 | John H. Bell              | Libéral      |
|  | 1899-1908 | Samuel E. Reid            | Libéral      |
|  | 1908-1915 | James Kennedy             | Conservateur |
|  | 1915-1923 | John H. Bell              | Libéral      |
|  | 1923-1927 | T. Whitfield Bentley      | Conservateur |
|  | 1927-1931 | Horace Wright             | Libéral      |
|  | 1931-1935 | Heath Strong              | Conservateur |
|  | 1935-1943 | C. Cleveland Baker        | Libéral      |
|  | 1943-1947 | Heath Strong              | Conservateur |
|  | 1947-1951 | C. Cleveland Baker        | Libéral      |
|  | 1951-1966 | J. George MacKay          | Libéral      |
|  | 1966-1970 | G. Max Thompson           | Libéral      |
|  | 1970-1974 | Robert Schurman           | Libéral      |
|  | 1974-1978 | Catherine Sophia Callbeck | Libéral      |
|  | 1978-1982 | William MacDougall        | Conservateur |
|  | 1982-1996 | Sravert Huestis           | Libéral      |

#### Conseiller
|  | Années    | Membre              | Parti        |
|  | --------- | ------------------- | ------------ |
|  | 1893-1896 | Alexander Laird     | Libéral      |
|  | 1896-1897 | William Campbell    | Conservateur |
|  | 1897-1900 | Peter McNutt        | Libéral      |
|  | 1900-1909 | Joseph Read         | Libéral      |
|  | 1909-1915 | Michael C. Delaney  | Conservateur |
|  | 1919-1923 | Walter Maxfield Lea | Libéral      |
|  | 1923-1927 | John H. Myers       | Conservateur |
|  | 1927-1936 | Walter Maxfield Lea | Libéral      |
|  | 1936-1949 | Horace Wright       | Libéral      |
|  | 1949-1951 | J. George MacKay    | Libéral      |
|  | 1951-1962 | C. Cleveland Baker  | Libéral      |
|  | 1962-1978 | Frank Jardine       | Libéral      |
|  | 1978-1989 | Prowse Chappel      | Conservateur |
|  | 1989-1996 | Libbe Hubley        | Libéral      |